# 이찬성
이찬성(1992년 1월 7일 ~)은 대한민국의 트로트 가수이다. 2018년 싱글 앨범 [안아줘]로 데뷔했다.

## 방송
- 홍디션 (2019) - Top6
- 내일은 미스터트롯 (2020) - Top101
- 미스터트롯2 - 새로운 전설의 시작 (2022) - Top40(39위)

## 음반
- 안아줘 (2018)